# Gommerville (Eure-et-Loir)
Pour les articles homonymes, voir Gommerville.
Gommerville est une commune française située dans le département d'Eure-et-Loir en région Centre-Val de Loire.
Elle est née avec le statut de commune nouvelle le 1er janvier 2016 de la fusion de l'ancienne commune de Gommerville avec sa voisine Orlu.

## Géographie

### Situation
Gommerville est un village au cœur de la Beauce, situé à 39 km de Chartres, 57 km d'Orléans et 76 km de Paris.

Situation dans le département
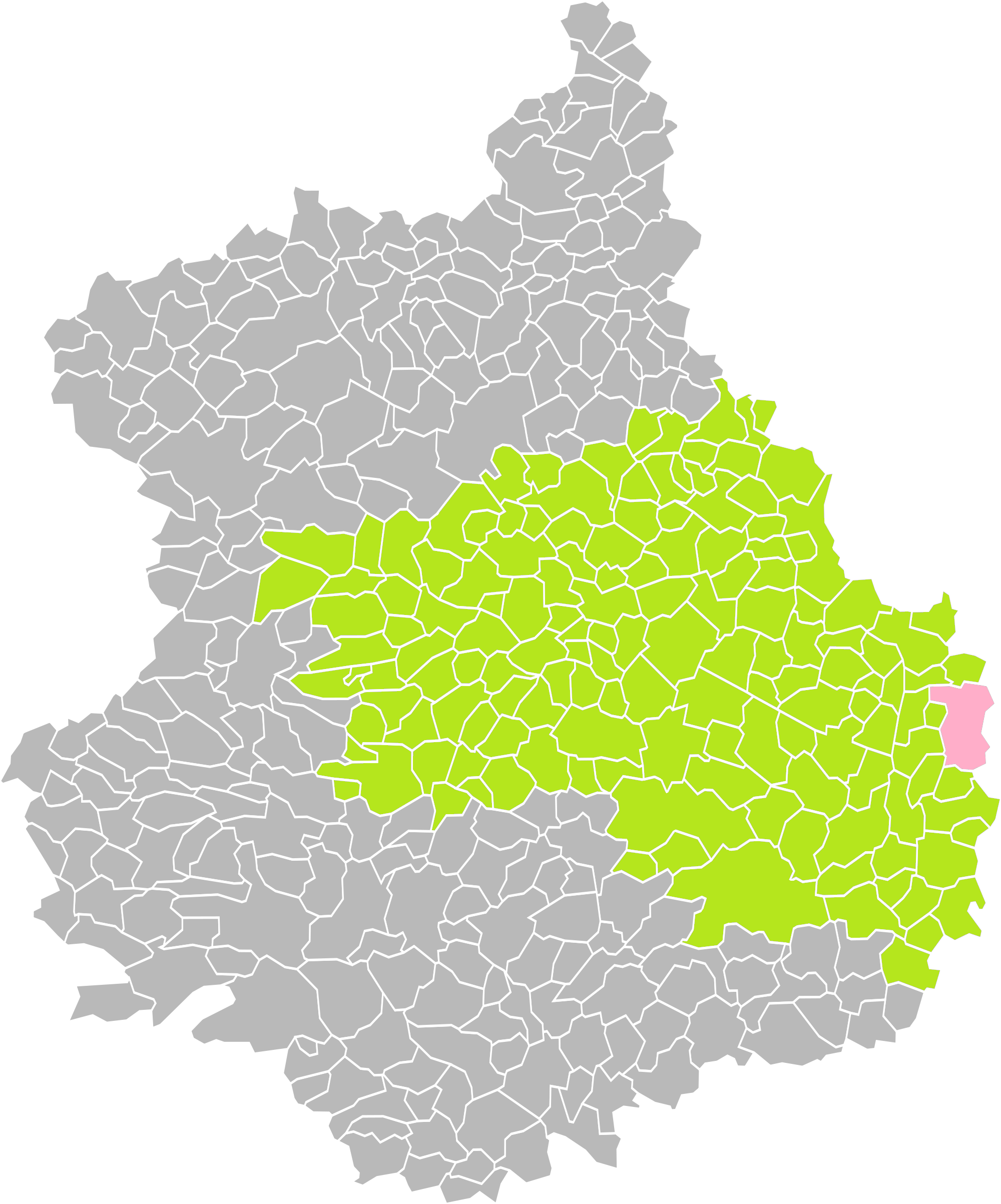
Gommerville dans son arrondissement.

### Communes et département limitrophes
Le territoire communal est limitrophe du département de l'Essonne.
| Châtenay Vierville     | Oysonville  | Congerville-Thionville (Essonne) |
| Ardelu                 | Gommerville | Pussay (Essonne)                 |
| Baudreville Mérouville | Intréville  | Angerville (Essonne)             |

### Anciennes communes, lieux-dits et écarts
- Arnouville : hameau situé au sud de la commune.
- Bierville : hameau situé au sud-ouest de la commune.
- Gaudreville : hameau situé au nord-est de la commune, ancienne commune.
- Grandville : hameau situé au nord-est de la commune, ancienne commune.
- Jodainville : lieu-dit situé au sud-est de la commune.
- Orlu : commune déléguée, au nord-ouest.

### Climat
Pour des articles plus généraux, voir Climat du Centre-Val de Loire et Climat d'Eure-et-Loir.
En 2010, le climat de la commune est de type climat océanique dégradé des plaines du Centre et du Nord, selon une étude du CNRS s'appuyant sur une série de données couvrant la période 1971-2000. En 2020, Météo-France publie une typologie des climats de la France métropolitaine dans laquelle la commune est exposée à un climat océanique altéré et est dans la région climatique  Sud-ouest du bassin Parisien, caractérisée par une faible pluviométrie, notamment au printemps (120 à 150 mm) et un hiver froid (3,5 °C). 
Pour la période 1971-2000, la température annuelle moyenne est de 10,7 °C, avec une amplitude thermique annuelle de 15 °C. Le cumul annuel moyen de précipitations est de 640 mm, avec 10,7 jours de précipitations en janvier et 7,5 jours en juillet. Pour la période 1991-2020, la température moyenne annuelle observée sur la station météorologique de Météo-France la plus proche, sur la commune de Sainville à 9 km à vol d'oiseau, est de 11,3 °C et le cumul annuel moyen de précipitations est de 655,5 mm,. Pour l'avenir, les paramètres climatiques de la commune estimés pour 2050 selon différents scénarios d'émission de gaz à effet de serre sont consultables sur un site dédié publié par Météo-France en novembre 2022.

## Urbanisme

### Typologie
Au 1er janvier 2024, Gommerville est catégorisée commune rurale à habitat dispersé, selon la nouvelle grille communale de densité à 7 niveaux définie par l'Insee en 2022.
Elle est située hors unité urbaine. Par ailleurs la commune fait partie de l'aire d'attraction de Paris, dont elle est une commune de la couronne,. 

### Risques majeurs
Le territoire de la commune de Gommerville est vulnérable à différents aléas naturels : météorologiques (tempête, orage, neige, grand froid, canicule ou sécheresse), inondationset séisme (sismicité très faible). Il est également exposé à un risque technologique, le transport de matières dangereuses. Un site publié par le BRGM permet d'évaluer simplement et rapidement les risques d'un bien localisé soit par son adresse soit par le numéro de sa parcelle.

#### Risques naturels
Certaines parties du territoire communal sont susceptibles d’être affectées par le risque d’inondation par débordement de cours d'eau, notamment La commune a été reconnue en état de catastrophe naturelle au titre des dommages causés par les inondations et coulées de boue survenues en 1999,.

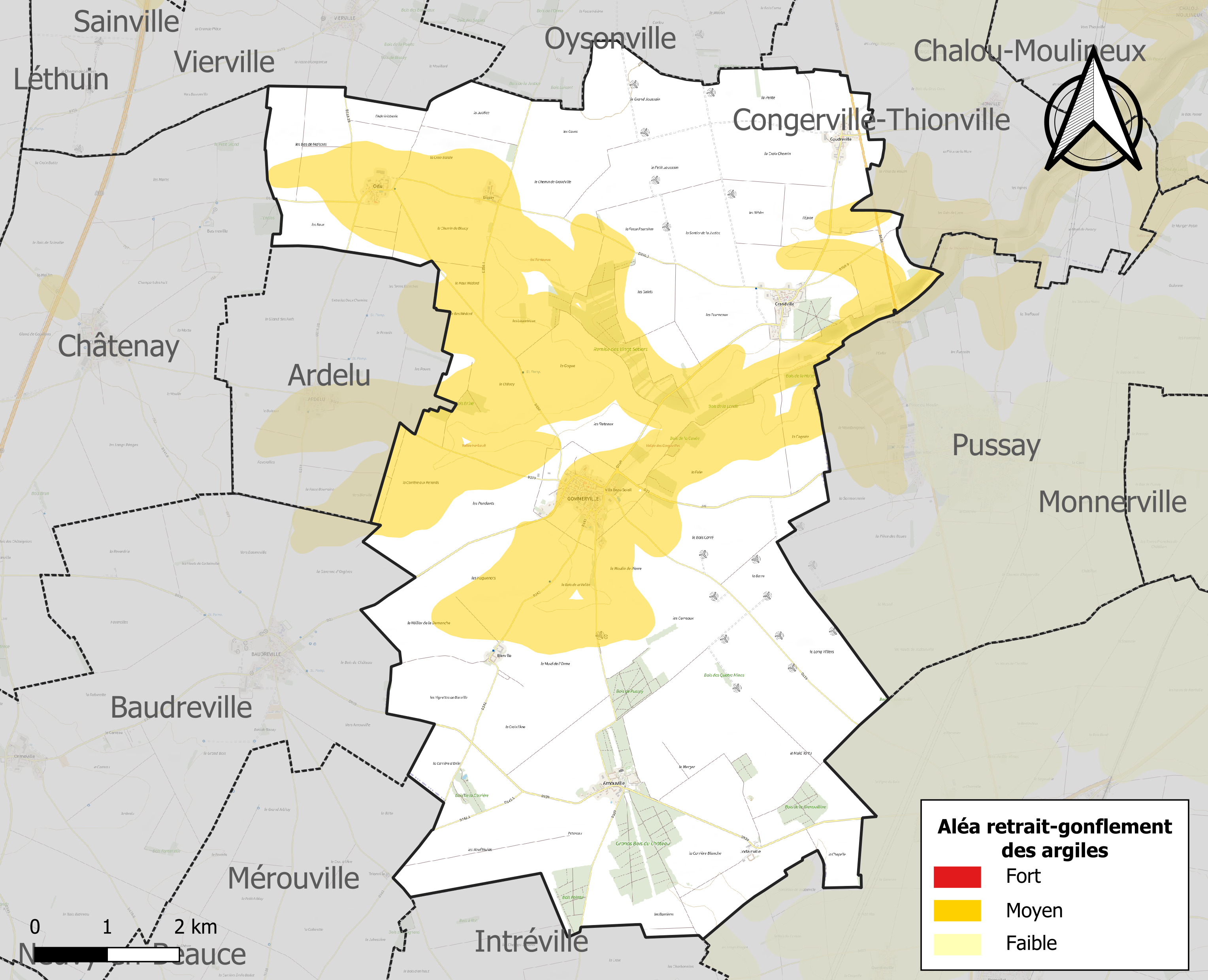
Carte des zones d'aléa retrait-gonflement des sols argileux de Gommerville.

Le retrait-gonflement des sols argileux est susceptible d'engendrer des dommages importants aux bâtiments en cas d’alternance de périodes de sécheresse et de pluie. 32,6 % de la superficie communale est en aléa moyen ou fort (52,8 % au niveau départemental et 48,5 % au niveau national). Sur les 309 bâtiments dénombrés sur la commune en 2019, 165 sont en aléa moyen ou fort, soit 53 %, à comparer aux 70 % au niveau départemental et 54 % au niveau national. Une cartographie de l'exposition du territoire national au retrait gonflement des sols argileux est disponible sur le site du BRGM,.
Concernant les mouvements de terrains, la commune a été reconnue en état de catastrophe naturelle au titre des dommages causés par la sécheresse en 2018 et par des mouvements de terrain en 1999.

#### Risques technologiques
Le risque de transport de matières dangereuses sur la commune est lié à sa traversée par des infrastructures routières ou ferroviaires importantes ou la présence d'une canalisation de transport d'hydrocarbures. Un accident se produisant sur de telles infrastructures est en effet susceptible d’avoir des effets graves au bâti ou aux personnes jusqu’à 350 m, selon la nature du matériau transporté. Des dispositions d’urbanisme peuvent être préconisées en conséquence.

## Toponymie
Le nom de la localité est attesté sous la forme Gomariovilla en 690.

## Histoire

### Époque contemporaine

#### XIXesiècle
En 1833, Grandville absorbe Gaudreville pour former la commune de Grandville-Gaudreville.

#### XXesiècle
- Lors de la Seconde Guerre mondiale, le château d'Arnouville, qui abritait un centre de jeunesse, fut un foyer important de Résistance (réseau Turma Vengeance) dont le chef, Henri Duvillard, sera après-guerre député et ministre.
- En 1972, Gommerville absorbe Grandville-Gaudreville[17].
- Le 1er janvier 2016, Gommerville fusionne avec Orlu pour former une commune nouvelle.

## Politique et administration

### Liste des maires
Jusqu'aux prochaines élections municipales de 2020, le conseil municipal de la nouvelle commune est constitué de tous les conseillers municipaux issus des conseils des anciennes communes. Le maire d'Orlu devenant maire délégué.
| Nom                 | Code Insee | Intercommunalité            | Superficie (km2) | Population (dernière pop. légale) | Densité (hab./km2) |
| ------------------- | ---------- | --------------------------- | ---------------- | --------------------------------- | ------------------ |
| Gommerville (siège) | 28183      | CC de la Beauce de Janville | 27,23            | 637 (2013)                        | 23                 |
| Orlu                | 28288      | CC Beauce Alnéloise         | 5,22             | 39 (2013)                         | 7,5                |

| Période        | Période     | Identité       | Étiquette | Qualité     |
| -------------- | ----------- | -------------- | --------- | ----------- |
| 9 janvier 2016 | 23 mai 2020 | Xavier Doret   | SE        | Agriculteur |
| 23 mai 2020    | En cours    | Yolande Letort |           |             |

## Population et société

### Démographie
L'évolution du nombre d'habitants est connue à travers les recensements de la population effectués dans la commune depuis sa création.

En 2022, la commune comptait 667 habitants, en évolution de −1,91 % par rapport à 2016 (Eure-et-Loir : −0,23 %, France hors Mayotte : +2,11 %).
| 2014 | 2015 | 2016 | 2021 | 2022 |
| ---- | ---- | ---- | ---- | ---- |
| 678  | 679  | 680  | 675  | 667  |

## Économie
Les informations relatives à l'économie de cette commune sont la fusion des données des deux communes fusionnées.

## Culture locale et patrimoine
Les informations relatives au patrimoine de cette commune sont la fusion des données des deux communes fusionnées.